# جحنبار
جُحُنْبَار أو نيقَنْدْرَة (الاسم العلمي: Nicandra)، جنس نباتات حولية مُزهرة من فصيلة الباذنجانية. موطنها غرب أمريكا الجنوبية. وصفت لأول مرة من قبل ميشال أدانسون في عام 1763.
واعتبارًا من 2019 قُبلت ثلاث أنواع في الجنس وفق نباتات العالم على الإنترنت:
- Nicandra john-tyleriana S.Leiva & Pereyra
- Nicandra physalodes (L.) Gaertn.
- Nicandra yacheriana S.Leiva